# Cephalota chiloleuca
Cephalota chiloleuca — вид жуків-турунів з підродини скакунів. Субаридний західно-палеарктичний вид.
Росія (південь Середнього Сибіру, Бурятія, Тува, Забайкалля); Росія (південь і центр європейської частини, Кавказ, південь Західного і Середнього Сибіру, Алтай-Саянський регіон, Середній Сибір, Забайкалля); Східна Європа (Болгарія, Угорщина, Молдова, Румунія, Україна), Туреччина, Казахстан, Монголія, Північно-Західний та Південно-Західний Китай. Довжина тіла імаго близько 1 см. У Бурятії мешкає на полиново-типчаково-ковиловому степу і на солончаках і берегах солоних озер.